# 天下無敵!サラリーマン金太郎
『天下無敵!サラリーマン金太郎』（てんかむてきサラリーマンきんたろう）は、ロデオから発売されたパチスロ5号機である。同名の本宮ひろ志による漫画『サラリーマン金太郎』とのタイアップ機。

## 概要
ボーナスとリプレイタイムのループで出玉を増やす。リプパンはずしは必要とせず、またAT機能はない。液晶上では前2作と同じキャラクター（金太郎の娘の美香が加わった）が活躍。
ボーナスとの重複の可能性がある小役はヘルメット及びリプレイを除く全ての小役。液晶上の通常演出は金太郎の自宅と会社の場面が中心で、そこから金太郎や竜太が様々な困難を乗り越える連続演出が行われる。
ボーナスは同色ビッグ2種類、異色ビッグ3種類（純増約274枚）、ミドルボーナス3種類（純増約104枚）。ボーナス終了後にチャンスゾーンに入る。RTへは異色ビッグ（全設定共通30%）＜ミドルボーナス（50~55%）＜同色ビッグ（75~80%）の順に入りやすい。
ボーナス終了後にチャンスゾーンに入る（筐体側面のランプが点滅）。チャンスゾーン中に引いたリプレイの種類によってRT（金太郎タイム）へ突入したりチャンスゾーンが終了したりする。
リプレイはリプレイ（リプ）とヘルメット（ヘル）の絵柄の組み合わせで次の5種類。
- リプ揃い＝通常のリプレイ
- ヘル・リプ・リプ＝30GのRT
- リプ・リプ・ヘル＝チャンスゾーン終了
- リプ・ヘル・リプ＝100GのRT
- リプ・ヘル・ヘル＝200GのRT

RTはゲーム数到達かボーナス成立で終了する。